# Lucio Pellegrini
Lucio Pellegrini (Asti, 20 ottobre 1965) è un regista, sceneggiatore e autore televisivo italiano.

## Biografia
Dal 1992 al 1998 lavora come autore in campo televisivo collaborando con MTV, Rai e Mediaset, dove si segnala come autore di trasmissioni come Target e Ciro, il figlio di Target. Il suo esordio in campo cinematografico avviene nel 1999 con il film, E allora mambo!. Nel 2000 è la volta di un'altra commedia, Tandem. Ha curato la realizzazione del cortometraggio Biodegradabile per Legambiente e TELE+, e di numerosi spot pubblicitari.
Del 2003 è il suo terzo film, Ora o mai più, nel quale lancia i quasi esordienti Elio Germano e Riccardo Scamarcio, oltre a Edoardo Gabbriellini e Camilla Filippi. Il film è in concorso al Festival di Locarno. Nel 2005, insieme a Gianni Zanasi, dirige La vita è breve ma la giornata è lunghissima. Il film partecipa alla 62ª Mostra internazionale d'arte cinematografica di Venezia, sezione Digitale, dove vince la menzione speciale della giuria e il premio Pasinetti per il cast, composto, tra gli altri, da Thomas Trabacchi, Dino Abbrescia, Pierfrancesco Favino e Luciano Scarpa.
Nel 2007 collabora con il regista Marco Ponti allo sviluppo della serie televisiva di Italia 1 La strana coppia, remake dell'omonima serie americana degli anni sessanta ispirata alla commedia di Neil Simon e interpretata dalla celebre coppia Luca Bizzarri e Paolo Kessisoglu. Sempre nel 2007, con la Pupkin Production, società di produzione di cui è socio, produce Non pensarci, con la regia di Gianni Zanasi e le interpretazioni di Valerio Mastandrea, Anita Caprioli e Giuseppe Battiston. Nel 2008 dirige la prima stagione de I liceali, serie TV di Canale 5, venendo confermato anche per la seconda stagione, sempre per Canale 5.
Nell'autunno 2010 gira il suo quarto lungometraggio, Figli delle Stelle, scritto insieme a Michele Pellegrini e Francesco Cenni e prodotto da Pupkin Production, Itc Movie e Warner Bros. Italia. Dal film viene tratto l'omonimo libro scritto a quattro mani con lo scrittore Wilson Saba, edito da Bompiani. Sempre nel 2010 gira fra Kenya e Salento il film La vita facile, con Pierfrancesco Favino, Stefano Accorsi e Vittoria Puccini.
Esce nel marzo 2012, il suo sesto lungometraggio, È nata una star?, una commedia con Luciana Littizzetto e Rocco Papaleo tratta dall'omonimo romanzo di Nick Hornby. Dal 2015 al 2017 dirige la serie di Rai 1 Tutto può succedere. Nel 2017 dirige per Sky con Francesco Munzi e Niccolò Ammaniti la serie Il Miracolo, per cui riceve il premio Flaiano per la regia.
Nel 2021 è regista del film per la televisione Carosello Carosone, basato sulla vita del musicista Renato Carosone. Nel 2022 scrive la sceneggiatura di War - La guerra desiderata , presentato alla Festa del Cinema di Roma 2022. Nello stesso anno pubblica il suo primo libro intitolato La linea per La nave di Teseo. L'anno successivo dirige le serie televisiva di Rai 1 Il nostro generale. Nel 2024 è regista della miserie Marconi - L'uomo che ha connesso il mondo, e dirige il film Gioco pericoloso, in uscita nel marzo 2025.

## Vita privata
È stato sposato con l'attrice Camilla Filippi, con cui ha avuto due figli maschi, Bernardo e Romeo.

## Filmografia

### Cinema
- E allora mambo! (1999)
- Tandem (2000)
- Ora o mai più (2003)
- La vita è breve ma la giornata è lunghissima (con Gianni Zanasi) (2005)
- Figli delle stelle (2010)
- La vita facile (2011)
- È nata una star? (2012)
- War - La guerra desiderata – sceneggiatura (2023)
- Gioco pericoloso (2025)

### Televisione
- La strana coppia – serie TV (2007)
- I liceali – serie TV (2008-2009)
- Non pensarci - La serie – serie TV (2009)
- Benvenuti a tavola - Nord vs Sud – serie TV (2012-2013)
- Limbo – film TV (2015)
- Tutto può succedere – serie TV (2015-2016-2017)
- Romanzo siciliano – serie TV (2015)
- Il miracolo – serie TV (2018)
- Carosello Carosone – film TV (2021)
- Il nostro generale – serie TV (2023)
- Marconi - L'uomo che ha connesso il mondo – miniserie TV (2024)

### Documentari
- La vita è breve ma la giornata è lunghissima (2005)
- Una volta nella vita (2006)

### Videoclip
- Piero Pelù – Io ci sarò (2000)
- Il Bagatto – La rossa a metà (con Julie P) (2008)
- Mambassa – Casting (2010)

## Opere
- Wilson Saba e Lucio Pellegrini, Figli delle stelle, Milano, Bompiani, 20 ottobre 2010, ISBN 9788845264795.
- La linea, collana Oceani, Milano, La nave di Teseo, 24 marzo 2022, ISBN 8834609832.

## Riconoscimenti
- Nastro d'argento
  - 2000 – Candidatura al miglior regista esordiente per E allora mambo!
  - 2011 – Candidatura alla migliore commedia per La vita facile
- Association des Critiques de Séries Nomination Awards
  - 2019 – Miglior regia per Il Miracolo
- Premio Flaiano
  - 2019 – Premio televisivo alla regia per Il Miracolo
- Locarno Film Festival
  - 2003 - Candidatura al Pardo d'oro per Ora o mai più

- Mostra internazionale d'arte cinematografica di Venezia
  - 2004 – Menzione speciale della giuria per La vita è breve ma la giornata è lunghissima
  - 2004 – Premio Pasinetti per La vita è breve ma la giornata è lunghissima